# ديرة (نهم)

تعديل مصدري - تعديل

ديرة هي إحدى قرى عزلة عيال غفير بمديرية نهم التابعة لمحافظة صنعاء، بلغ تعداد سكانها 162 نسمة حسب تعداد اليمن لعام 2004.